# Земли короны Святого Иштвана
Земли короны Святого Иштвана (венг. Szent István Koronájának Országai, хорв. Zemlje Krune svetog Stjepana, серб. Земље круне Светог Стефана, словац. Krajiny svätoštefanskej koruny, рум. Țările Coroanei Sfântului Ștefan, итал. Terre della Corona di Santo Stefano), неофициально Транслейта́ния (венг. Transzlajtánia; от лат. Transleithania — «земля за рекой Лайтой») — наименование земель венгерской короны в составе двуединой Австро-Венгрии. Образована в результате соглашения 1867 года, существовала до распада австро-венгерского государства в 1918 году.

## Варианты названия
- Венгерское: Szent István Koronájának Országai - Земли короны Святого Иштвана, Szent Korona Országai - Земли Священной короны, Magyar Korona Országai - Земли Венгерской короны, Magyar Szent Korona Országai - Земли Священной Венгерской короны;
- Хорватское: Zemlje krune Velikog Stjepana - Земли короны Великого Стефана;
- Сербское: Земље круне Светог Стефана  - Земли короны Святого Стефана;
- Немецкое: Länder der heiligen ungarischen Stephanskrone - Земли Священной Венгерской короны (Святого) Стефана;
- Словацкое: Krajiny Svätoštefanskej koruny - Земли короны Святого Стефана, Krajiny uhorskej koruny - Земли Венгерской короны

Латинское название «Транслейтания» (дословно — «по ту сторону», если смотреть со стороны Австрии) обозначает земли, расположенные на востоке за рекой Лайтой (Литавой), в противоположность Цислейтании — королевствам и землям, представленным в Рейхсрате — расположенным по эту сторону Лайты.

## Состав земель
Население и административный состав по данным на конец 1885 года:
| Порядок | Флаг                            | Название административной единицы | Площадь (км²) | Население (без войск) | Плотность населения (чел./км²) |
| ------- | ------------------------------- | --------------------------------- | ------------- | --------------------- | ------------------------------ |
| 1       | Королевство Венгрия             | Королевство Венгрия               | 279 749,7     | 13 728 622            | 49,0                           |
| 2       | Королевство Хорватия и Славония | Королевство Хорватия и Славония   | 42 516,0      | 1 892 499             | 45,0                           |
| 3       | Город Фиуме                     | Город Фиуме                       | 19,6          | 20 981                | 1070,0                         |
| Всего   | Всего                           | Всего                             | 322 285,3     | 15 738 486            | 49,0                           |

29 октября 1918 года хорватский парламент провозгласил отмену унии с Венгрией, а также вхождение в состав Государства Словенцев, Хорватов и Сербов (вошедшее в декабре 1918 года в состав Королевства Сербов, Хорватов и Словенцев). С тех пор термин утратил своё значение и его употребление прекратилось.

## Административное деление
Транслейтания делилась на комитаты (vármegye) и города на правах регионов (törvényhatósági jogú város), комитаты делились на города (város) и муниципалитеты (község).
Представительный орган комитата — комитатское собрание (vármegyei közgyűlés) — избиралось населением. Исполнительный орган региона — губернатор (alispán) — избирался комитатским собранием. Центральная власть была представлена представителями венгерского короля (főispán), которые назначались монархом по предложению министра внутренних дел.
Представительный орган муниципалитета или города — муниципальный совет (községi képviselők) или городской совет (városi képviselők) — избирался населением. Исполнительный орган муниципалитета — мэр (polgármester) — избирался муниципальным советом.
С 1867 года политическим и культурным центром Транслейтании был венгерский город Пешт, а в 1873—1918 годах — Будапешт.

## Государственное устройство
Главой государства был апостолический король, которым являлся австрийский император. Исполнительный орган — Совет министров, состоял из премьер-министра и министров, назначаемых королём и нёсших перед ним ответственность.
Законодательным органом являлось Государственное собрание (Országgyűlés), состоявшее из двух палат: Палаты пэров (Főrendiház), в которую входило титулованное дворянство, и Палаты депутатов (Képviselőház), избираемой населением.

## Религия
Большинство верующих — католики, были представлены епархиями:
- Церковная провинция Эстергома
  - Архиепархия Эстергома
  - Епархия Сомбатхея
  - Епархия Дьёра
  - Епархия Секешфехервара
  - Епархия Веспрема
  - Епархия Банска-Быстрицы
  - Епархия Нитры
- Церковная провинция Эгера
  - Архиепархия Эгера
  - Епархия Ваца
  - Епархия Рожнявы
  - Епархия Спиша
  - Епархия Кошице
  - Епархия Сату-Маре
- Церковная провинция Калочи
  - Архиепархия Калочи
  - Епархия Печа
  - Епархия Чанада
  - Епархия Варада
- Церковная провинция Загреб
  - Архиепархия Загреба
  - Епархия Срема
- Епархия Трансильвании

В Трансильвании часть верующих принадлежала к Карловацкой патриархии Сербской православной церкви, часть — к Румынской грекокатолической церкви.

### Комментарии
1. Флаг Королевства Венгрия с единым гербом земель венгерской короны. В 1896—1915 годах флаг использовался венгерскими высшими органами государственной власти (министерствами), компетенция которых распространялась на Королевство Хорватия и Славония согласно венгерско-хорватскому соглашению 1868 года. Кроме того, флаг с единым гербом также использовался низшими органами государственной власти, подчинёнными вышеупомянутым министерствам, которые действовали исключительно на территории Королевства Хорватия и Славония.
2. ↑  Флаг Королевства Венгрия с единым гербом земель венгерской короны. В 1896—1915 годах флаг использовался венгерскими высшими органами государственной власти (министерствами), компетенция которых распространялась на Королевство Хорватия и Славония согласно венгерско-хорватскому соглашению 1868 года. Кроме того, флаг с единым гербом также использовался низшими органами государственной власти, подчинёнными вышеупомянутым министерствам, которые действовали исключительно на территории Королевства Хорватия и Славония.
3. ↑  Герб Королевства Венгрия (в центре) в окружении гербов коронных земель-спутников (по часовой стрелке): Хорватии, Трансильвании, Фиуме, Боснии и Герцеговины, Славонии, Далмации.
4. 1 2  С учётом расквартированных в Транслейтании Австро-венгерской армии, Королевского гонведа и жандармерии.